# Henri Boulay de la Meurthe

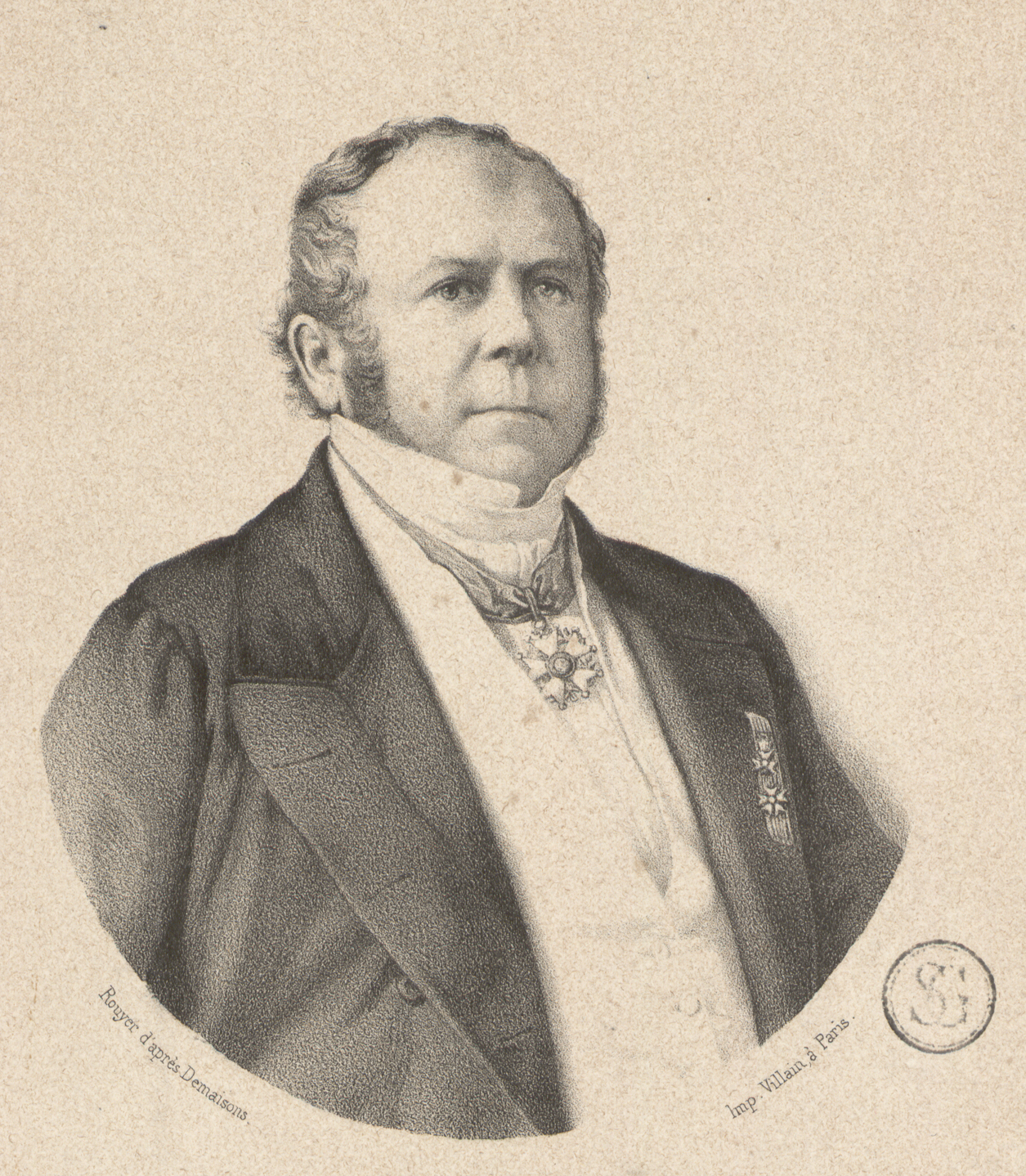
Henri Boulay de la Meurthe.

Henri Georges Boulay de la Meurthe, född den 15 juli 1797 i Nancy, död den 24 november 1858 i Paris, var en fransk greve och politiker. Han var son till Antoine Boulay de la Meurthe.
Boulay de la Meurthe deltog i julirevolutionen 1830, och var medlem av deputeradekammaren 1837-39 och 1842-48, där han anslöt sig till bonapartisterna, och framförde flera förslag om upphävande av huset Bonapartes landsförvisning. År 1848 blev han medlem i nationalförsamlingen och 1849 dess vicepresident. Han understödde Napoleon III:s statskupp december 1851, varefter han tog säte i senaten. Boulay de la Meurte ivrade för de lägre klassernas höjande och ett förbättrat allmänt undervisningsväsen.